# Phan Ngọc Sến
Phan Ngọc Sến (1919 – 1993) là nhà cách mạng Việt Nam, Ủy viên Ban Chấp hành Trung ương Đảng Cộng sản Việt Nam, Bí thư Tỉnh ủy Minh Hải.
Ông còn có tên là Mười Kỷ, sinh ngày 12 – 12 – 1919 tại làng Thới Bình, huyện Cà Mau, tỉnh Bạc Liêu.

## Quá trình hoạt động cách mạng
Năm 1940, ông tham gia hoạt động cách mạng trong tổ chức ái hữu, xã Thới Bình.
Năm 1946, ông được kết nạp vào Đảng Cộng sản Đông Dương, phụ trách chỉ huy trưởng dân quân, phân đoàn trưởng thanh niên xã Thới Bình.
Năm 1948 – 1950: ông làm Huyện đội phó, huyện Ngọc Hiển.
Năm 1951 – 1954: ông là Thường vụ Huyện ủy, huyện đội trưởng huyện Trần Văn Thời.
Năm 1955 – 1958: ông là Tỉnh ủy viên phụ trách công tác quân sự tỉnh Bạc Liêu.
Năm 1962 – 1963: ông được chỉ định làm Khu ủy viên, phụ trách Bí thư Tỉnh ủy Cà Mau.
Từ tháng 12 – 1963 đến 1965: ông làm chỉ huy phó Khu 9 phụ trách phong trào dân quân; Chính ủy Hậu cần, Thường vụ Khu ủy Khu 9; Bí thư Tỉnh ủy Cần Thơ.
Năm 1967, chuẩn bị cho tổng tấn công Mậu Thân 1968, trọng điểm 1 của khu, ông là Thường vụ Khu ủy Khu 9, xuống phụ trách Bí thư Huyện ủy Châu Thành – Cần Thơ.
Năm 1968 – 1971: ông là Thường vụ Khu ủy Khu 9, Trưởng ban an ninh Khu 9.
Năm 1975: ông là Trưởng ban khởi nghĩa chiến trường trong điểm tỉnh Vĩnh Long – Trà Vinh.
Sau 30 – 4 – 1975: ông làm Chủ tịch quân quản tỉnh Vĩnh Long; Trưởng ban an ninh Khu 9; Phó Chủ tịch Ủy ban quân quản tỉnh Cần Thơ.
Năm 1976: Đại hội lần thứ IV của Đảng, ông được bầu là Ủy viên Ban Chấp hành Trung ương Đảng Cộng sản Việt Nam, Bí thư Tỉnh ủy Minh Hải.
Năm 1977: ông làm Ủy viên Ban xây dựng huyện của Trung ương. Đến năm 1986 ông nghỉ hưu tại thành phố Hồ Chí Minh.
Ông đã từ trần ngày 26 – 10 – 1993 tại thành phố Hồ Chí Minh và yên nghỉ tại nghĩa trang tỉnh Minh Hải.